# Pop Evil (album)
Pop Evil è il quinto album in studio del gruppo musicale statunitense omonimo, pubblicato il 16 febbraio 2018 dalla eOne Music.

## Tracce
1. Waking Lions – 3:52
2. Colors Bleed – 3:45
3. Ex Machina – 4:10
4. Art of War – 3:42
5. Be Legendary – 3:23
6. Nothing But Thieves – 6:02
7. A Crime to Remember – 3:23
8. God's Dam – 4:38
9. When We Were Young – 4:24
10. Birds of Prey – 3:12
11. Rewind – 3:51

## Formazione
- Leigh Kakaty – voce
- Nick Fuelling – chitarra, cori
- Dave Grahs – chitarra, cori
- Matt DiRito – basso, cori
- Hayley Cramer – batteria

## Classifiche
| Classifica (2018) | Posizione massima |
| ----------------- | ----------------- |
| Billboard 200     | 63                |
| US Top Hard Rock  | 3                 |
| US Top Rock       | 5                 |